# Rhodometra fulvaria
Rhodometra fulvaria är en fjärilsart som beskrevs av Fabricius 1794. Rhodometra fulvaria ingår i släktet Rhodometra och familjen mätare. Inga underarter finns listade.